# Torta
A torta általában krémmel rétegesen töltött, szeletekre vágva fogyasztott sütemény.
Fő összetevőjére utalva dió-, mogyoró-, piskóta-, csokoládé-, hab- stb. tortának nevezik. Gyakran cukorban főtt gyümölccsel vagy cukorvirággal díszítik.

## A szó eredete
Az olasz torta (’formában sült édes tészta’) szó átvétele; ennek a forrása az azonos latin szóval, amelynek a jelentése: ’fonott kalács’ jelentéssel; valószínűleg a torquere, tortum (’csavar’) igenévi származéka.

## Magyarországon
- Az Esterházy-torta  a magyar gasztronómia büszkesége és az egyik legismertebb klasszikus magyar torta. A híres monarchiabeli cukrászkülönlegességek egyike, a Dobostorta és a Sacher-torta mellett.
- Az ország tortája
- almatorta - meghatározó összetevője az alma. Számos változata ismert. Az almán kívül tartalmaz tésztát, és legtöbbször fahéjat is. Általában egyszerűen díszítik és tálalják.

## Képgaléria

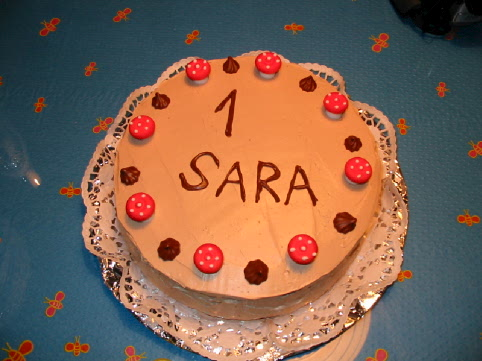
Születésnapi torta
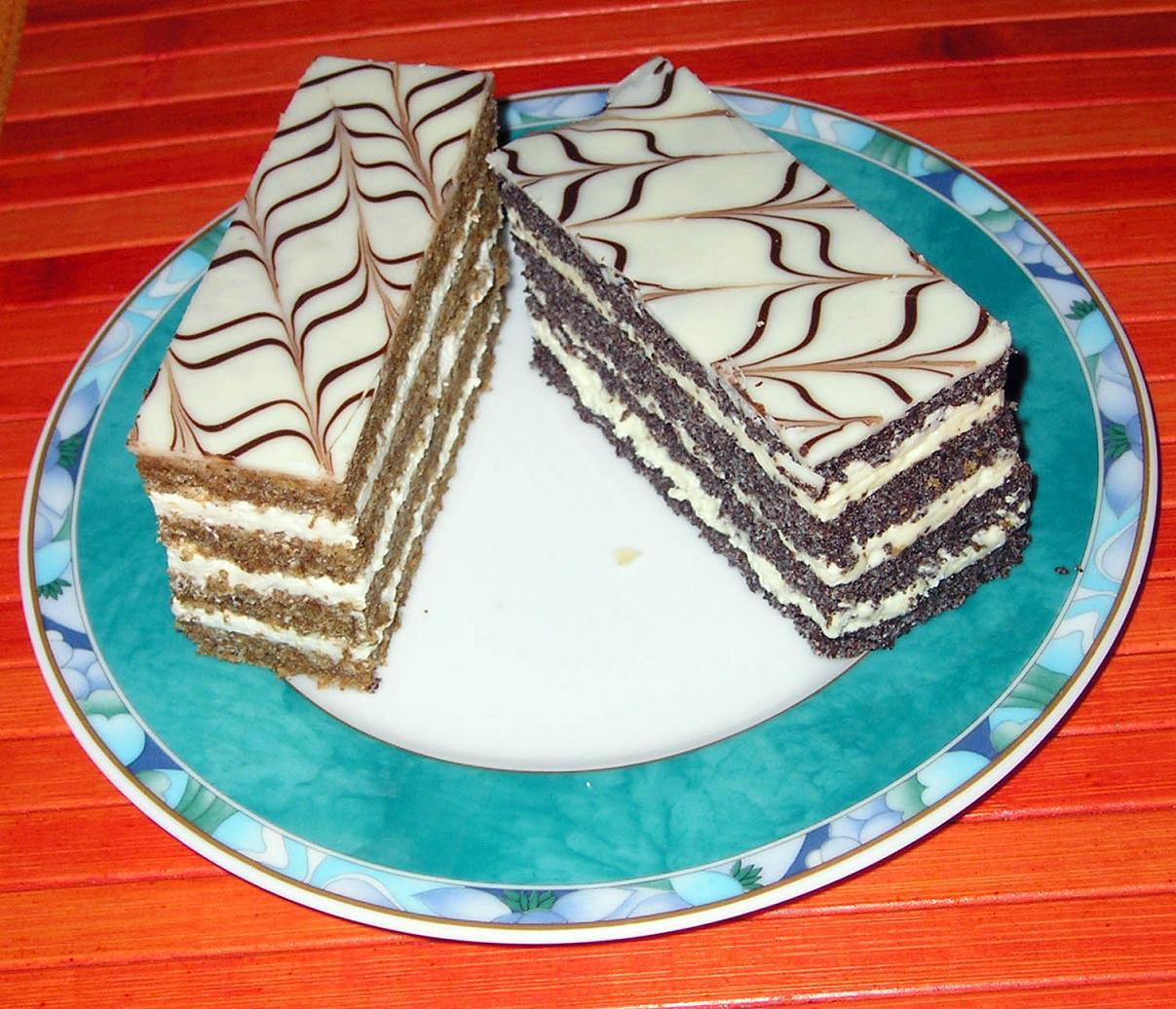
Esterházy-torta
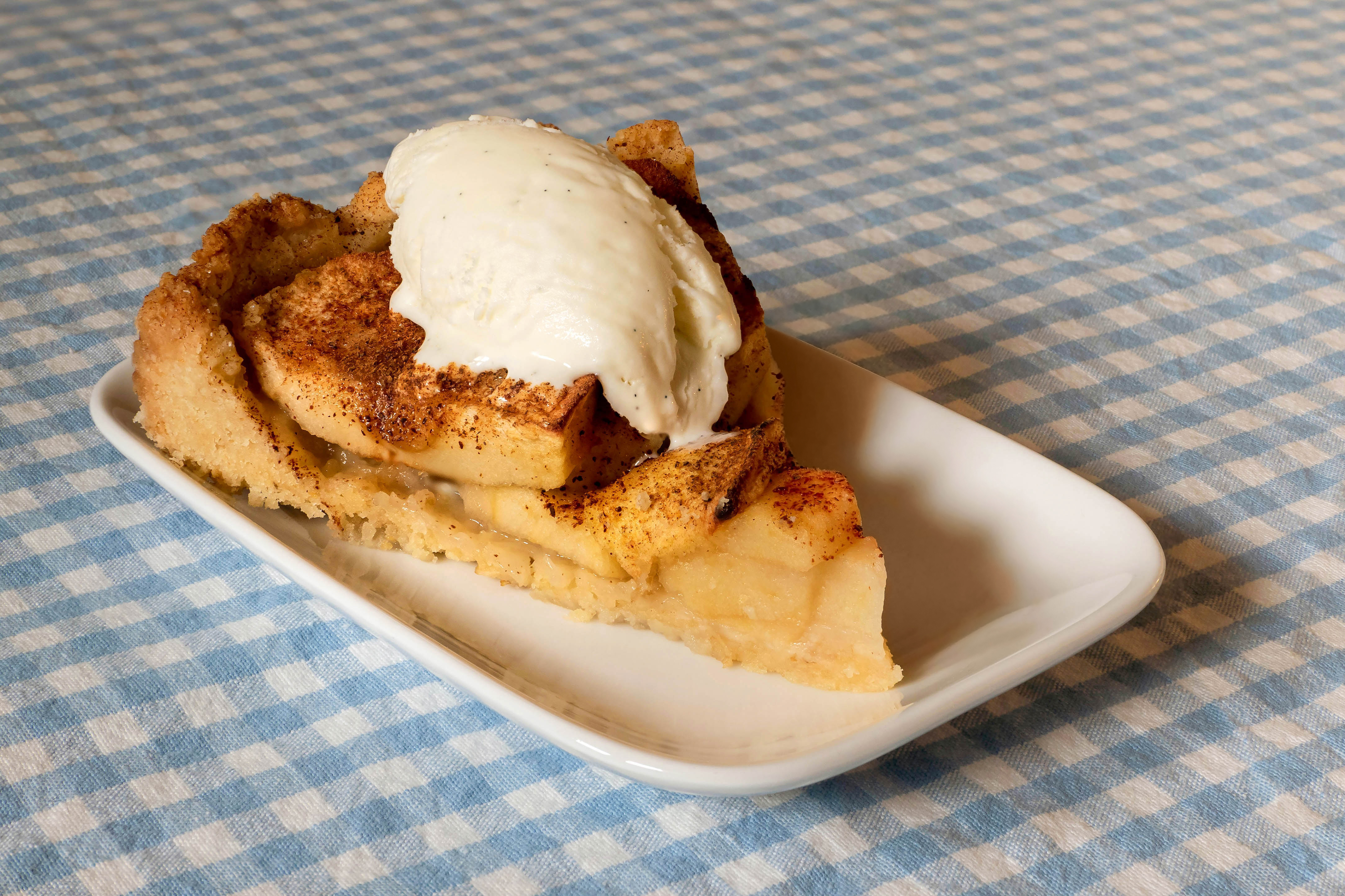
Almatorta
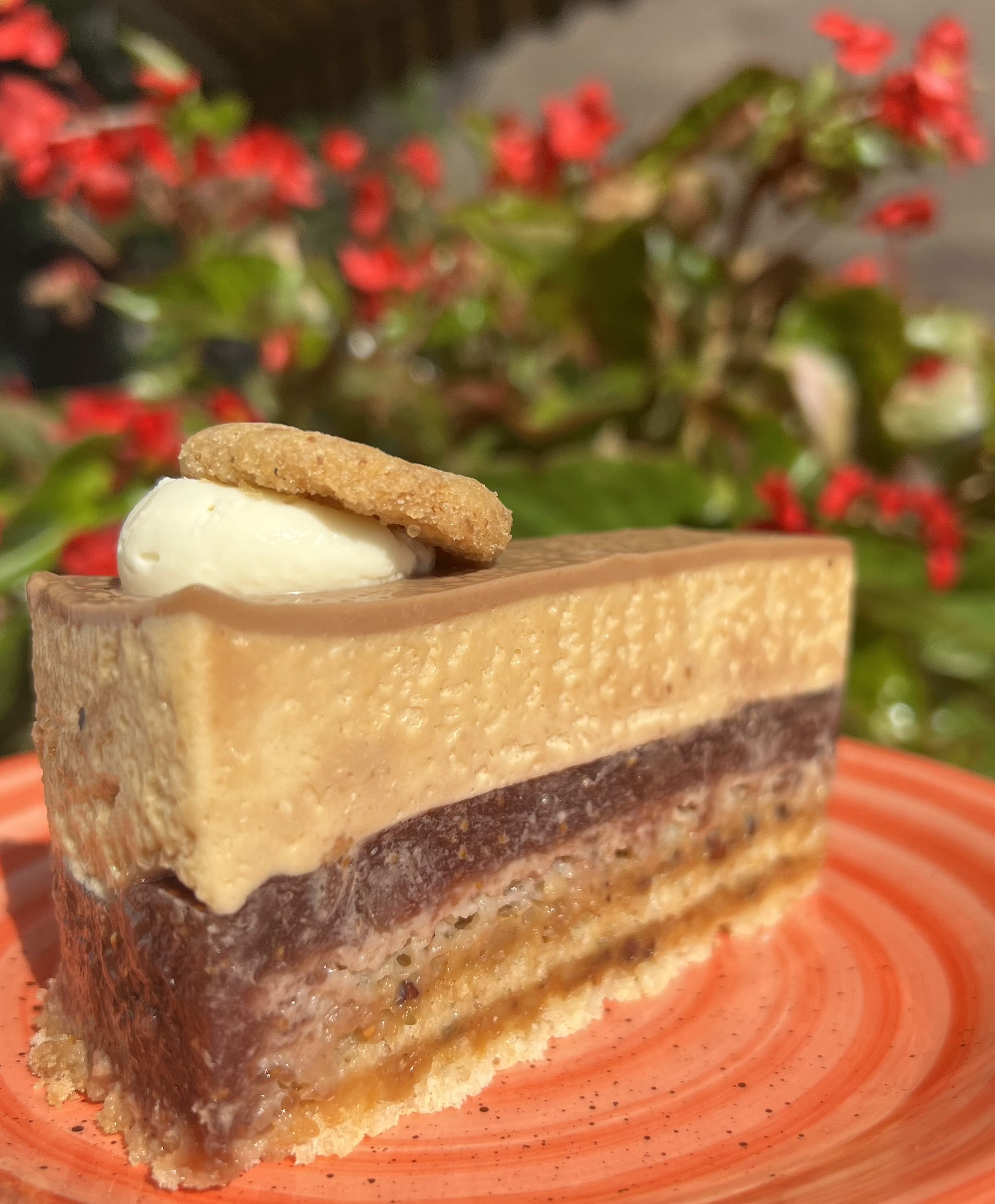
Egy szelet Magyarország 2023-as tortájából, a Spicces füge respektusból
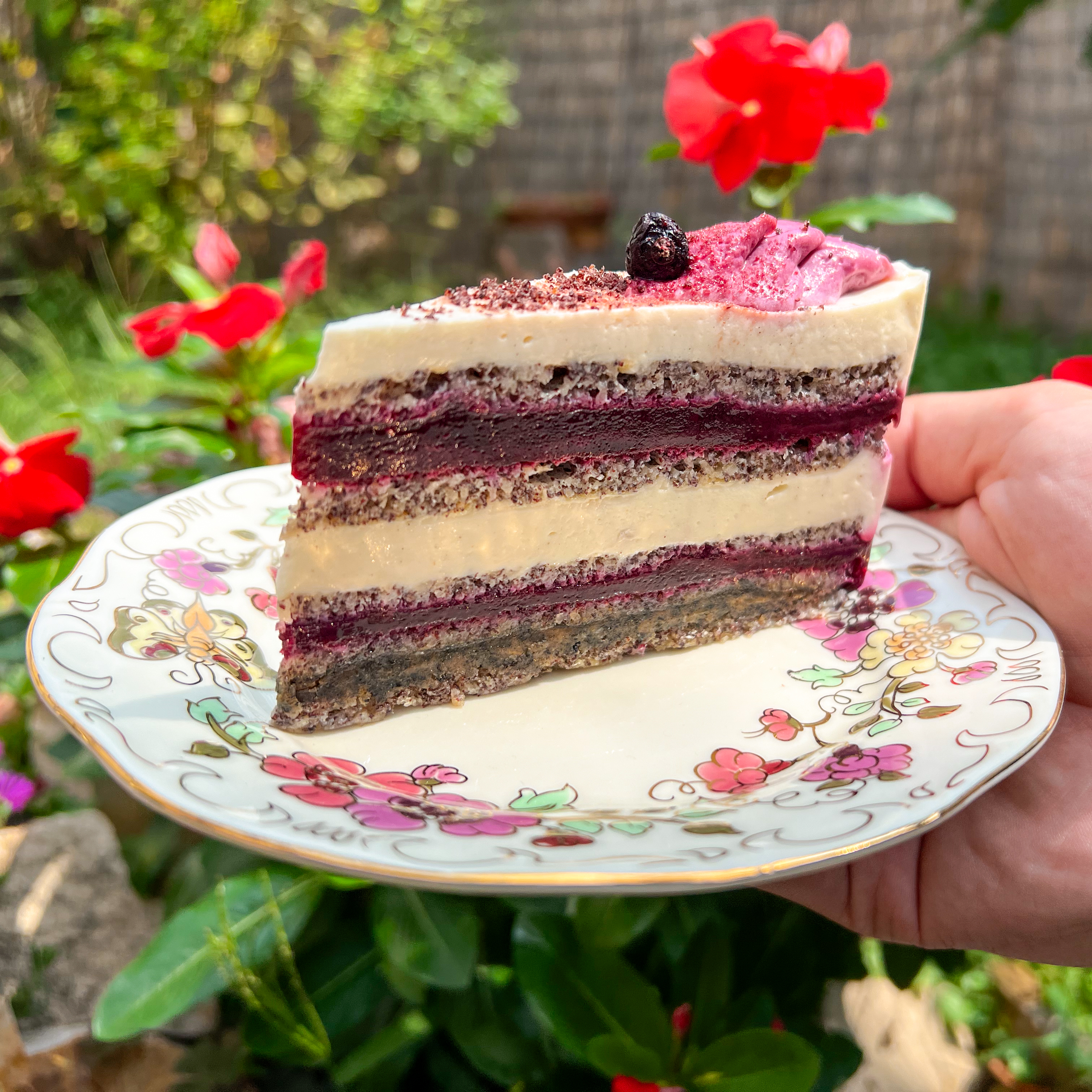
Egy szelet Magyarország 2024-es tortájából, a Mákvirágból